# Матео ди Джовани
Матео ди Джовани (на италиански: Matteo di Giovanni di Bartolo), или Матео да Сиена (род. ок. 1430, Борго Сан Сеполкро — ум. 1495, Сиена) — италиански художник от Сиенска школа.